# Søren Stryger
Søren Stryger (* 7. Februar 1975 in Køge) ist ein ehemaliger dänischer Handballspieler, der in der Nationalmannschaft spielte.

## Karriere
Seine Karriere begann in Maribo (bis 1996), jedoch wechselte er noch im gleichen Jahr zu Vrold Skanderborg (1996–1999). Bevor er nach Deutschland ging, spielte er noch 2 Saisons in seinem Heimatland bei GOG Gudme (1999–2001). Ab dem 1. Juli 2001 spielte er bei der SG Flensburg-Handewitt. 2008 beendete Stryger, der sich eine schwere Knieverletzung zugezogen hatte, seine Karriere.
Bei der SG war er Kapitän und spielte auf Rechtsaußen. In 240 Bundesligaspielen erzielte er 1086 Tore (davon 249 durch Siebenmeter).
Søren Stryger gab sein Länderspieldebüt am 16. Januar 1998. Bis zu seinem Rücktritt aus der Nationalmannschaft am 6. Februar 2007 absolvierte er 151 Länderspiele, in denen er 482 Tore erzielte.

## Privat
Mit seiner Frau Eva und seinen beiden Söhnen wohnt er im Kreis Flensburg.

## Erfolge
- Deutscher Meister 2004
- EM-Bronze 2002, 2004, 2006
- WM-Bronze 2007
- DHB-Pokal 2003–2005
- Champions-League-Finalist 2004 und 2007
- Dänischer Meister 2000
- In den Jahren 2000 und 2004 wurde er zu Dänemarks Handballer der Jahres gewählt.[2]